# 러시아 연방공산당
러시아 연방공산당(러시아어: Коммунисти́ческая па́ртия Росси́йской Федера́ции (КПРФ) 콤무니스티체스카야 파르티야 로시스코이 페데라치(카페에르에프)[*])은 러시아 연방의 마르크스-레닌주의 노선의 공산주의 정당이다. 1991년 8월에 해체된 소비에트 연방 공산당의 후신으로 여겨지고 있으며, 1993년 2월 14일 러시아의 2차 의회에서 설립되었다. 러시아 연방에서 통합 러시아 다음가는 원내 2당이다.
러시아 연방 공산당은 1993년 2월 14일, 소비에트 사회주의 공화국 연방 공산당 당대회에서 처음으로 결성되었다. 2015년에는 16만 명의 당원들을 소유하고 있으며, 공식적으로 규정된 최종 목표는 '새로운 형태의 러시아 사회주의'를 실현시키는 것이다. 그 외에는 농업, 중공업, 천연 자원, 경공업의 국유화, 영세 기업들로 이루어진 시장경제와 정부에 의한 규제와 통제가 조화된 혼합경제의 완전한 실현 등을 정책으로 내세우고 있다.
당 기관지로는 옛 소련 시절의 프라우다를 여전히 발행하고 있다. 30여개가 넘는 지부를 통하여 전국으로 신문을 발행하고 있으며, 소베츠카야 로시야(Sovetskaya Rossiya)라는 제목의 신문을 따로 발행하며 당의 입장을 피력하려 노력하고 있다.

## 역사
러시아 연방 공산당은 1993년 2월 14일 예고르 리가체프와 아나톨리 루카노프, 겐나디 주가노프에 의해 공동 설립되었고, 이후 겐나디 주가노프에 의해 주도되었다. 주가노프는 소련의 붕괴 이후 좌파민족주의 계열인 '러시아 애국운동'의 국가 구원 전선의 회장이었기 때문에 러시아 연방 공산당이 공산주의 이외에 국가사회주의와 민족사회주의를 강조하는 계기가 되기도 한다. 또한 소련이 붕괴된 직후, 수많은 공산주의, 마르크스주의 단체들이 연방 공산당에 하위단체의 형태로 합류하며 얼마 지나지 않아 50만 명의 당원수를 자랑하는 러시아 최대 정당으로 떠오르게 되었다. 참고로 이는 공산당을 제외한 나머지 모든 정당들의 당원 수를 합한 것보다도 많은 수였다고 한다.
겐나디 주가노프는 당의 창립자들 중 한 명이자 공산당의 가장 유력한 지도자로 떠오르게 되었는데, 주가노프는 페레스트로이카와 글라이노스트 등 개혁개방 정책을 주도한 알렉산드르 니콜라예비치 야코블레프 등을 '소련을 붕괴시킨 주범'이라고 비판하며 보수적인 성향을 보였다. 연방 공산당은 1995년 선거에서 대중들의 지지를 얻어 의회 권력을 거머쥐었으나, 1년 후 치러진 대통령 선거에서 선거 전략의 부재와 무능으로 주가노프가 대선에서 떨어지며, 이후 선출된 보리스 옐친 대통령과 대립각을 세우며 경쟁하였다. 주가노프는 이후 대권을 창출하기 위하여 30여개가 넘는 사회단체들을 모아 '대중-애국 단체'를 결성하였으며, 자신이 단체의 의장직을 맡고 조직을 장악하였다. 이후 보리스 옐친 대통령의 경제 실정이 거듭되며 연방 공산당의 지지세가 상승하는 듯 싶었으나, 이후 8월에 블라디미르 푸틴이 등장, 강한 카리스마로 유권자들을 사로잡으며 지지율이 하락세로 돌아섰다. 공산당은 1999년 총선에서는 원내 1당의 지위를 가까스로 유지했으나, 1년 후 치러진 대선에서는 푸틴에게 큰 표차로 패했으며, 2003년 총선에서는 의석 수가 113석에서 52석으로 급추락하며 당세가 크게 약화되었다.
러시아 연방 공산당은 푸틴의 독재, 경제 정책의 실패 등에 염증을 느낀 많은 유권자들의 지지를 받았으나, 선거에서 제대로 된 리더십을 보여주는 데에 실패하며 2011년 두마 선거에서 92석을 차지하는 데에 그쳤다. 주가노프 등 공산당 지도부는 2011년 두마 선거에서 푸틴과 집권 여당에 의한 부정 선거 의혹을 제기하며 당 권력에 저항하는 듯한 모습을 보이기도 하였으나, 부정선거를 규탄하기 위해 열린 2011-13년 러시아 반정부시위에는 반대의사를 표시하는 등 결함된 행동을 하기도 하였다. 공산당은 이 시위가 평화와 안정을 깨려는 급진 세력들의 농간으로 치부했으며, 이러한 지도부의 의사 때문에 정작 공산당은 이 시위에서 별다른 두각을 드러내지 못했다.
2008년, 겐나디 주가노프를 대통령 후보로 선출하였으나 패배하였고, 2012년에 겐나디 주가노프를 다시 대통령 후보로 선출하여 대선에 도전였으나 대통령에게 패하며 낙선하였다.

### 2018년 러시아 대통령 선거
2018년 여론조사에 따르면, 러시아 공산당의 후보 파벨 그루디닌의 지지율이 73%로 나와 1위를 기록하였다.이로 인해 몇몇 러시아 매체에서는 이번에 러시아 공산당이 세대교체를 할 수 있을 것이라고 전망하기도 하였으나, 결과적으로 11%를 득표하며 낙선하였다.

## 이념
러시아 연방 공산당의 현 강령은 2008년에 작성된 것이다. 러시아 연방 공산당은 자신들이 여전히 농민들과 노동자들과 인민들의 이익을 옹호하는 유일한 정당이라고 명시하며, 러시아를 '새로운 사회주의' 국가로 만들겠다고 밝힌 바 있다. 러시아 연방 공산당은 마르크스-레닌주의를 당의 최고 이념으로 내세우고 있으며, 자신들을 '신세계 질서와 수 천년의 역사를 지닌 러시아 인민들과의 싸움, 상업적이고 음흉한 서구권 자본주의 세력들과 맞서는 강력하고 신실한 세력'이라고 설명하였다.
공산당은 국가를 세 단계에 걸쳐 재편해야 한다고 주장한다. 첫 단계는 공산당 주도하의 정책을 통한 노동자들의 권리 신장이다. 특히 사유재산을 국유화 시킴으로써 이와 같은 목표에 한 걸음 더 가까워질 수 있다고 주장한다. 또한 다국적 기업들과 은행들이 영세 기업들과 개인들을 '훔치고 약탈하는 것'에서부터 보호하기 위하여 반독점법을 제정하고 모든 이들을 평등케 대해야 한다고 말한다. 또한 소비에트 연방을 복원하여 옛 구시대의 영광을 다시 재현하자는 목소리도 있다. 2번째 단계에서는 시장 경제 체제의 단계적 폐지를 통하여, 은행과 같은 금융기관들의 소멸을 추진하며 다양한 국가적 위원회들을 구성하여 점진적으로 '모든 경제 활동들을 국가 활동들로 전환시키는 것' 등이 있다. 다만 소규모의 사유재산은 여전히 허가할 방침이다. 마지막으로 3단계는 옐친 재임 시절 무너진 소비에트 사회주의 공화국 연방의 공산주의 체계를 다시 건설함으로써, 모든 인민들의 행복을 도모하는 것이다.
겐다니 주가노프는 과거 "오늘날의 주요한 투쟁은 자본주의자와 공산주의자 사이에서가 아니라 서방에 의존적인 자유주의자들과, 자주권을 지키려는 민족사회주의자들 사이에서 벌어지고 있다."라고 천명한 바 있다. 이것은 과거와 다른 시대정세 하에서 계급문제는 뒤로 물러나고 민족문제가 부상했음을 시사하는 표현이다. 러시아 공산당은 스스로를 서구의 매판 자본주의 세력에 대항하는 사회주의 세력으로 규정하며 노동자의 복지를 증진시키되, 노사협력을 통해 서방세계에 대항해야 한다는 반제국주의를 내세우고 있다.

## 역대 선거 결과

### 대통령 선거
| 선거명                    | 후보                | 1차 득표율 | 1차 득표수 | 2차 득표율 | 2차 득표수 | 당락 |
| ------------------------- | ------------------- | ---------- | ---------- | ---------- | ---------- | ---- |
| 1996년 러시아 대통령 선거 | 겐나디 주가노프     | 24,211,686 | 32.03%     | 30,102,288 | 40.31%     | 낙선 |
| 2000년 러시아 대통령 선거 | 겐나디 주가노프     | 21,928,471 | 29.24%     |            |            | 낙선 |
| 2004년 러시아 대통령 선거 | 니콜라이 하리토노프 | 9,513,313  | 13.69%     |            |            | 낙선 |
| 2008년 러시아 대통령 선거 | 겐나디 주가노프     | 13,243,550 | 17.72%     |            |            | 낙선 |
| 2012년 러시아 대통령 선거 | 겐나디 주가노프     | 12,318,353 | 17.18%     |            |            | 낙선 |
| 2018년 러시아 대통령 선거 | 파벨 그루디닌       | 8,659,206  | 11.77%     |            |            | 낙선 |
| 2024년 러시아 대통령 선거 | 니콜라이 하리토노프 | 3,768,470  | 4.31%      |            |            | 낙선 |

### 총선
| 년도 | 의석 수   | 득표수     | 득표율 |
| ---- | --------- | ---------- | ------ |
| 1993 | 65 / 450  | 6,666,402  | 12.4%  |
| 1995 | 157 / 450 | 15,432,963 | 22.30% |
| 1999 | 113 / 450 | 16,196,024 | 24.29% |
| 2003 | 52 / 450  | 7,647,820  | 12.61% |
| 2007 | 57 / 450  | 8,046,886  | 11.57% |
| 2011 | 92 / 450  | 12,599,507 | 19.19% |
| 2016 | 42 / 450  | 6,958,361  | 13.34% |
| 2021 | 57 / 450  | 10,660,599 | 18.93% |

## 같이 보기
- 러시아의 정치